# Грбови рејона Туве

Грбови рејона Туве обухвата галерију грбова административних јединица руске федералне републике Туве, са статусом градских округа и рејона, те њихове историјске грбове (уколико их има).
Већина грбова настала је након проглашење Републике Туве 1992. године.

## Грбови округа и рејона
- Грб округа 
 Кизил
- Грб округа 
 Ак-Довурак
- 1 — Грб рејона 
 Бај Тајгински
- 2 — Грб рејона 
 Барун Хемчикски
- 3 — Грб рејона 
 Џун Хемчикски
- 4 — Грб рејона 
 Ка Хемски
- 5 — Грб рејона 
 Кизилски
- 6 — Грб рејона 
 Монгун Тајгински
- 7 — Грб рејона 
 Овјурски
- 8 — Грб рејона 
 Пиј Хемски
- 9 — Грб рејона 
 Сут Хољски
- 10 — Грб рејона 
 Тандински
- 11 — Грб рејона 
 Тере Хољски
- 12 — Грб рејона 
 Тес Хемски
- 13 — Грб рејона 
 Тоџински
- 14 — Грб рејона 
 Улуг Хемски
- 15 — Грб рејона 
 Ча Хољски
- 16 — Грб рејона 
 Чеди Хољски
- 17 — Грб рејона 
 Ерзински